# Wydundra daunton
Wydundra daunton là một loài nhện trong họ Gnaphosidae.
Loài này thuộc chi Wydundra. Wydundra daunton được Norman I. Platnick & Barbara Baehr miêu tả năm 2006.